# Peter Shaw Green
Peter Shaw Green est un botaniste anglais né le 11 septembre 1920 et mort le 17 septembre 2009.

## Carrière
Peter Shaw Green a été directeur-adjoint et conservateur de l'herbier des Jardins botaniques royaux de Kew.

## Voyages
Entre le 10 mai et le 18 juin 1978, avec M. John B. Simmons, administrateur des Jardins botaniques royaux, il a visité la Chine comme hôte de l'Academia sinica. M. Green a été auparavant membre du personnel du Jardin botanique royal d'Édimbourg de 1952 à 1961 et de l'arboretum Arnold de l’université Harvard de 1961 à 1966), deux instituts qui ont des liens particuliers avec la botanique de la Chine.

## Spécialités
On note, parmi les travaux de Peter Shaw Green, une importante révision du genre botanique Olea publié en 2002.